# Oem (geslacht)

Wapen van Oem (van Wijngaarden)

Oem was een van de meest vooraanstaande regentengeslachten uit Dordrecht.

## Geschiedenis
De Oems stonden in de periode 1350-1565 ofwel aan de top van het stedelijk bestuur of waren daar niet ver vandaan. Het geslacht vervulde meer dan een vijfde van de ambten binnen de kring van de topfamilies en bijna 6% (205 ambtsjaren) van het totaal van de getelde ambtsjaren. Het was ook het geslacht dat de meeste ambtsdragers leverde, namelijk 37. De familie was naar zeggen in 1230 samen met de geslachten Suus en Duyck betrokken bij het aanbrengen van de eerste stedelijke ommuring van Dordrecht. Volgens overleveringen was het de prior Godschalk Oem die de eerste steen van de Augustijnenkerk in 1293 legde.

## Wapen
"in zilver een rode dwarsbalk beladen met een uitkomende gouden leeuw, en vergezeld van vijftien liggende groene blokjes (5-4 en 3-2-1)."

## Tak Oem van Wijngaarden
Deze tak ontsteeg in de 15e eeuw het Dordtse stadsbestuur, vervulde functies op landniveau en ging uiteindelijk op in de adel. Godschalk Oem bewerkstelde dit door carrière in grafelijke dienst te maken. Hij verwierf een aanzienlijk aantal heerlijkheden, waaronder de hoge en lage heerlijkheid Wijngaarden in 1432, waarnaar hij en zijn nageslacht zich zouden noemen. De andere heerlijkheden waren Groot-Waspik met een achtste van Schrevelduin (1433), Raamsdonk (1435), Oost-IJsselmonde (1437), de helft van Grijsoord, Duvenweerd, Oude en Nieuwe Tonge (1437), Bleskensgraaf (1442) en de Grote Waard boven Geertruidenberg (1442). Alle telgen binnen deze tak wisten huwelijken in adellijke kringen te sluiten. Met Floris Oem van Wijngaarden werd de tak verheven tot de ridderschap. Baron Carel Oem van Wijngaarden (c.1613-1669) staat met een vermogen van 360.000 gulden volgens het Rijksmuseum op plek 109 in de lijst van de '250 rijksten van de Gouden Eeuw'.
Binnen deze tak zijn twee zijtakken te onderscheiden, namelijk die van de heren van Wijngaarden die nauw met Dordrecht verbonden bleven en de jongere tak beginnend bij Mr. Jan Oem van Wijngaarden, die zich in 's-Gravenhage vestigde.

## Galerij

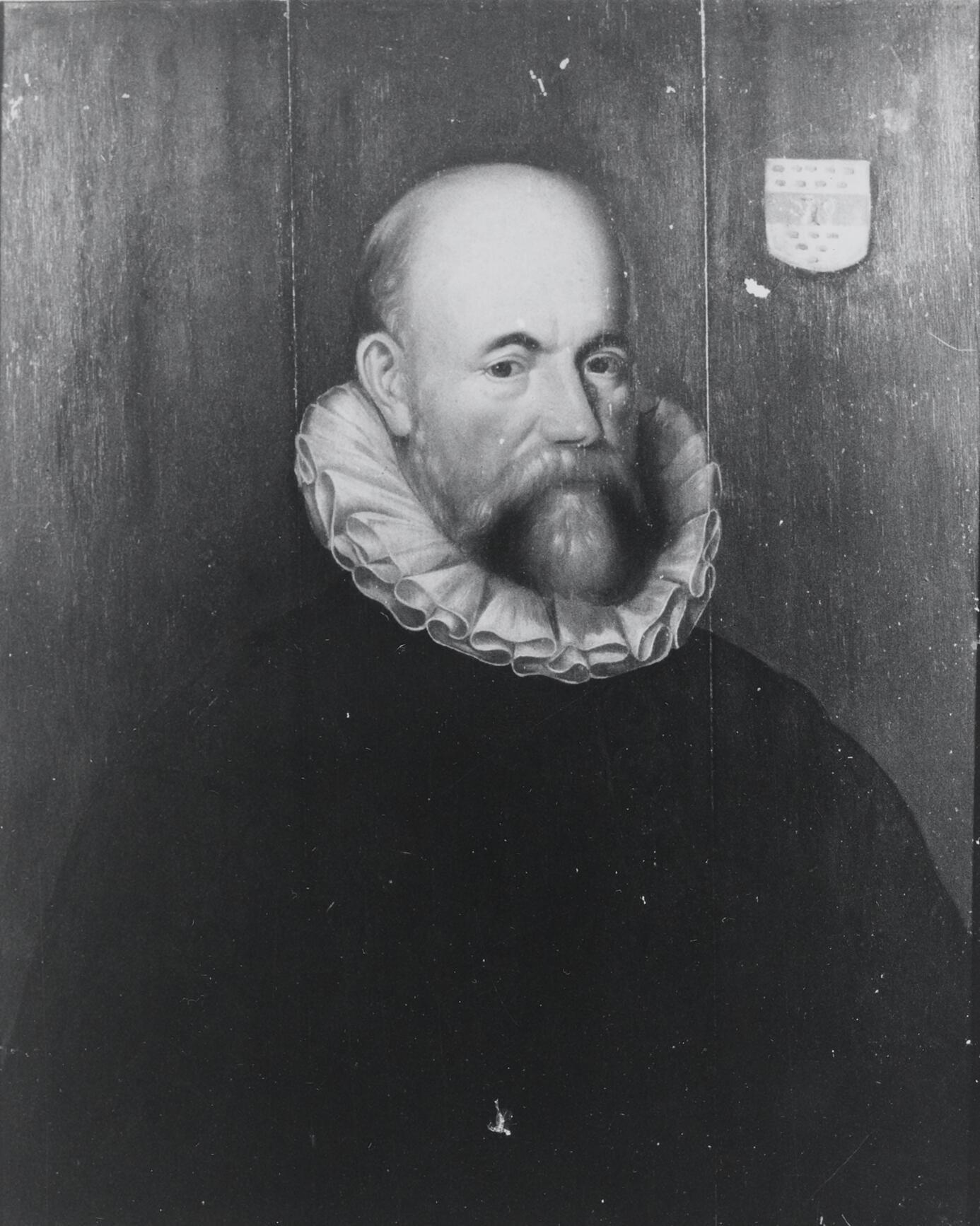
Bennink Oem van Wijngaarden (1530-1605)
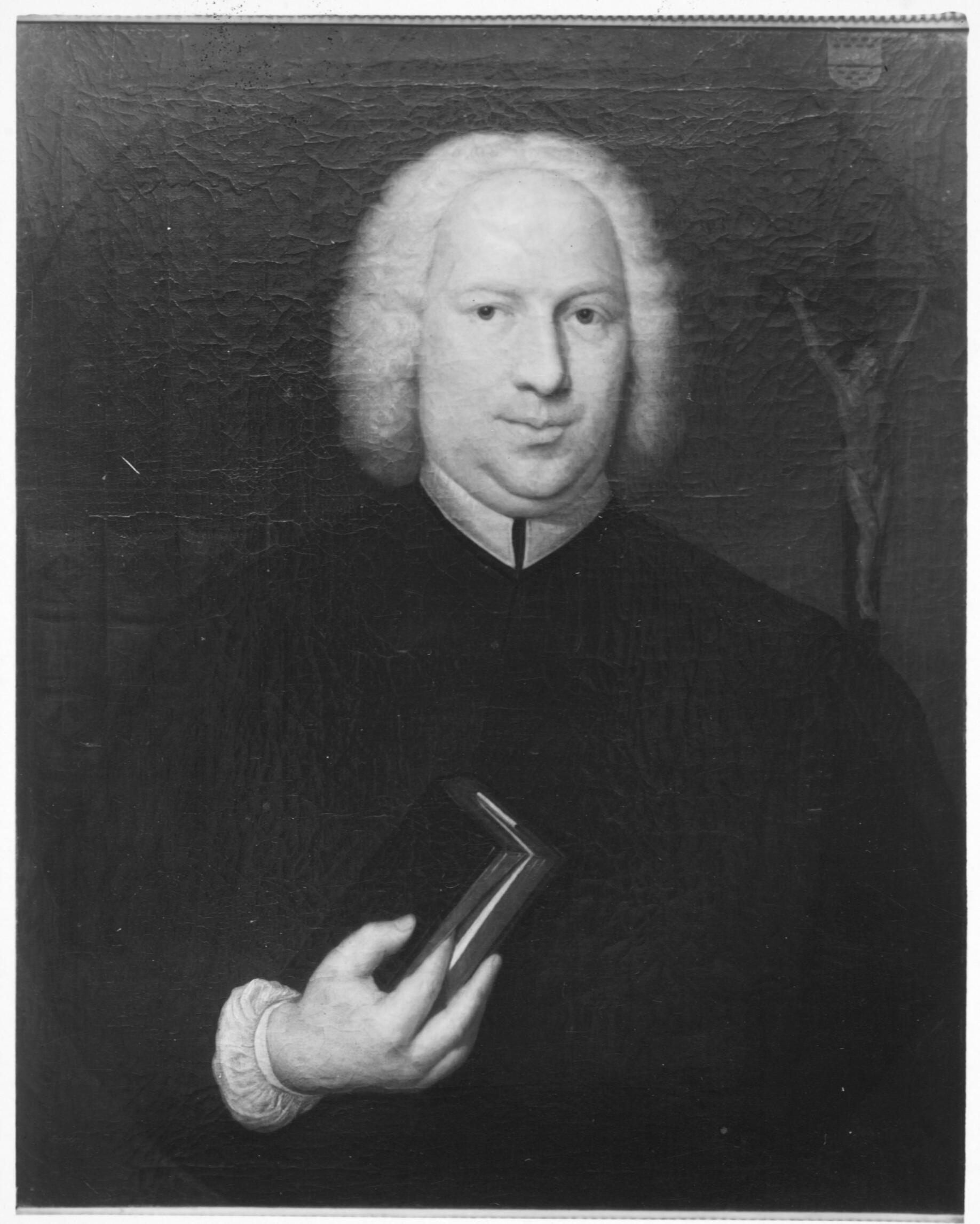
Drs. Johannes Simon Hermanus Oem (1698-1771)
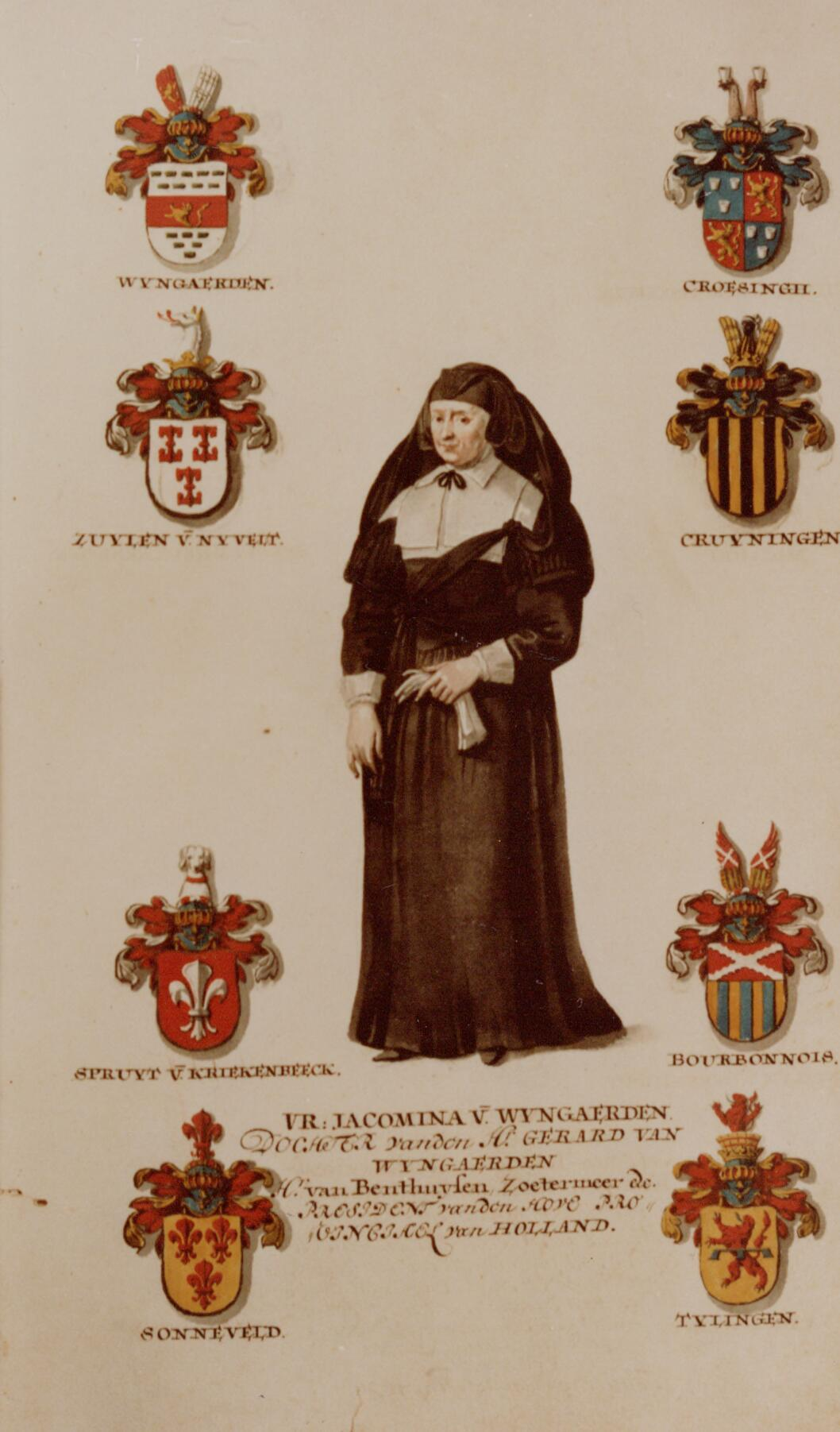
Jacoba Oem van Wijngaarden ( -1647)
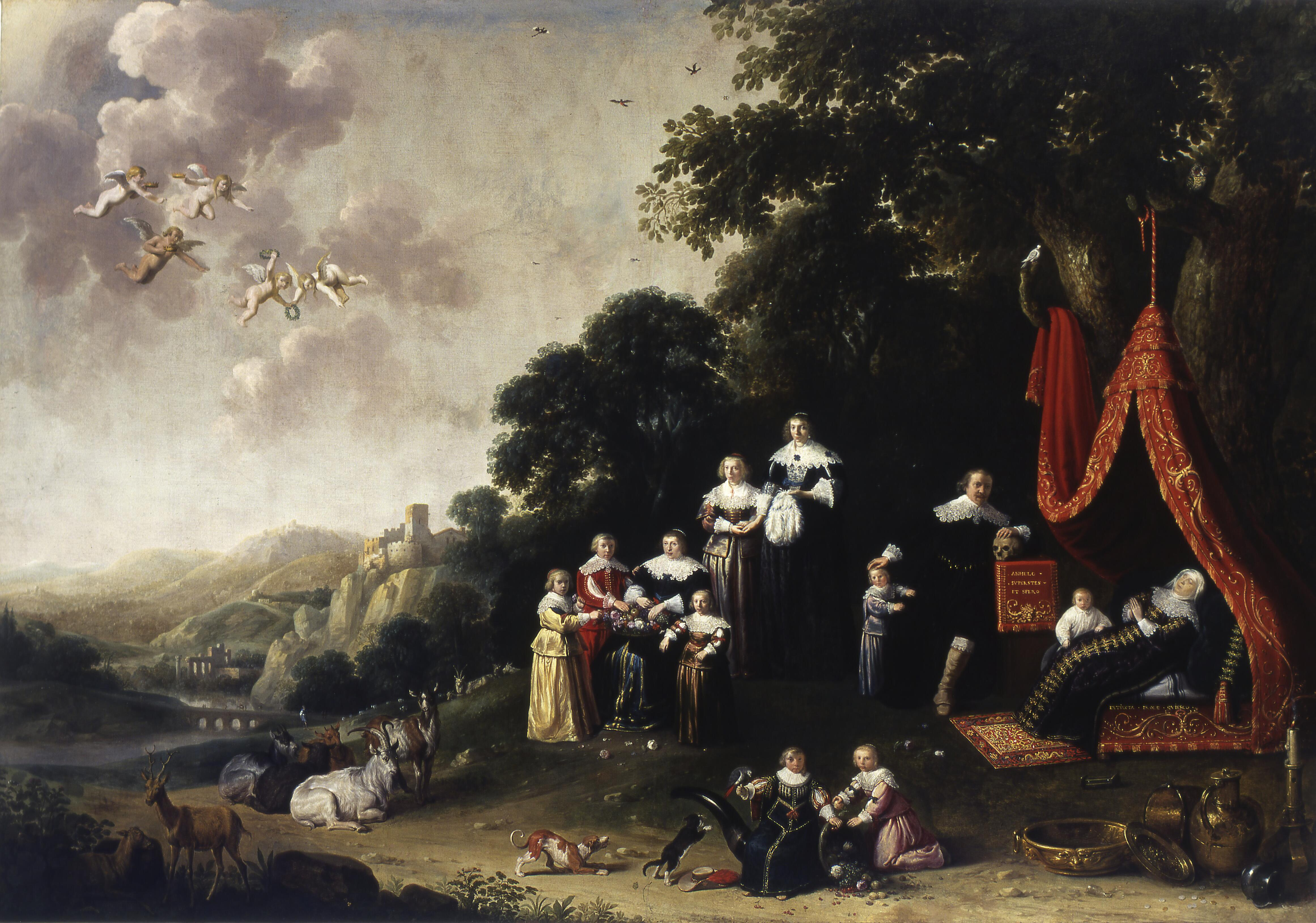
Familieportret van Godard van Reede van Nederhorst met familie, waaronder Emerentia Oem van Wijngaarden (1578-1632)